# 1.ª etapa del Giro de Italia 2017
La 1ª etapa del Giro de Italia 2017 tuvo lugar el 5 de mayo de 2017 entre Alghero y Olbia sobre un recorrido de 206 km.

## Clasificación de la etapa
| \| Clasificación de la etapa \| Clasificación de la etapa \| Clasificación de la etapa \| Clasificación de la etapa \| Clasificación de la etapa \| \| Ciclista \| Ciclista \| Equipo \| Tiempo \| \| \| ------------------------- \| ------------------------- \| ------------------------- \| ------------------------- \| ------------------------- \| \| 1.º \| Lukas Pöstlberger \| Bora-Hansgrohe \| 5 h 13 min 35 s \| \| \| 2.º \| Caleb Ewan \| Orica-Scott \| + 0 s \| \| \| 3.º \| André Greipel \| Lotto-Soudal \| + 0 s \| \| \| 4.º \| Giacomo Nizzolo \| Trek-Segafredo \| + 0 s \| \| \| 5.º \| Sacha Modolo \| UAE Team Emirates \| + 0 s \| \| \| 6.º \| Kristian Sbaragli \| Dimension Data \| + 0 s \| \| \| 7.º \| Jasper Stuyven \| Trek-Segafredo \| + 0 s \| \| \| 8.º \| Ryan Gibbons \| Dimension Data \| + 0 s \| \| \| 9.º \| Sam Bennett \| Bora-Hansgrohe \| + 0 s \| \| \| 10.º \| Phil Bauhaus \| Team Sunweb \| + 0 s \| \| |                   |                   |                 |
| |                   |                   |                 |
| Fuente: ProCyclingStats |                   |                   |                 |
| Clasificación de la etapa |                   |                   |                 |
| Ciclista | Ciclista          | Equipo            | Tiempo          |
| 1.º | Lukas Pöstlberger | Bora-Hansgrohe    | 5 h 13 min 35 s |
| 2.º | Caleb Ewan        | Orica-Scott       | + 0 s           |
| 3.º | André Greipel     | Lotto-Soudal      | + 0 s           |
| 4.º | Giacomo Nizzolo   | Trek-Segafredo    | + 0 s           |
| 5.º | Sacha Modolo      | UAE Team Emirates | + 0 s           |
| 6.º | Kristian Sbaragli | Dimension Data    | + 0 s           |
| 7.º | Jasper Stuyven    | Trek-Segafredo    | + 0 s           |
| 8.º | Ryan Gibbons      | Dimension Data    | + 0 s           |
| 9.º | Sam Bennett       | Bora-Hansgrohe    | + 0 s           |
| 10.º | Phil Bauhaus      | Team Sunweb       | + 0 s           |

## Clasificaciones al final de la etapa

### Clasificación general
| \| Clasificación general \| Clasificación general \| Clasificación general \| Clasificación general \| Clasificación general \| \| Ciclista \| Ciclista \| Equipo \| Tiempo \| \| \| --------------------- \| --------------------- \| --------------------- \| --------------------- \| --------------------- \| \| 1.º \| Lukas Pöstlberger \| Bora-Hansgrohe \| 5 h 13 min 25 s \| \| \| 2.º \| Caleb Ewan \| Orica-Scott \| + 4 s \| \| \| 3.º \| André Greipel \| Lotto-Soudal \| + 6 s \| \| \| 4.º \| Pável Brutt \| Gazprom-RusVelo \| + 8 s \| \| \| 5.º \| Giacomo Nizzolo \| Trek-Segafredo \| + 10 s \| \| \| 6.º \| Sacha Modolo \| UAE Team Emirates \| + 10 s \| \| \| 7.º \| Kristian Sbaragli \| Dimension Data \| + 10 s \| \| \| 8.º \| Jasper Stuyven \| Trek-Segafredo \| + 10 s \| \| \| 9.º \| Ryan Gibbons \| Dimension Data \| + 10 s \| \| \| 10.º \| Sam Bennett \| Bora-Hansgrohe \| + 10 s \| \| |                   |                   |                 |
| |                   |                   |                 |
| Fuente: ProCyclingStats |                   |                   |                 |
| Clasificación general |                   |                   |                 |
| Ciclista | Ciclista          | Equipo            | Tiempo          |
| 1.º | Lukas Pöstlberger | Bora-Hansgrohe    | 5 h 13 min 25 s |
| 2.º | Caleb Ewan        | Orica-Scott       | + 4 s           |
| 3.º | André Greipel     | Lotto-Soudal      | + 6 s           |
| 4.º | Pável Brutt       | Gazprom-RusVelo   | + 8 s           |
| 5.º | Giacomo Nizzolo   | Trek-Segafredo    | + 10 s          |
| 6.º | Sacha Modolo      | UAE Team Emirates | + 10 s          |
| 7.º | Kristian Sbaragli | Dimension Data    | + 10 s          |
| 8.º | Jasper Stuyven    | Trek-Segafredo    | + 10 s          |
| 9.º | Ryan Gibbons      | Dimension Data    | + 10 s          |
| 10.º | Sam Bennett       | Bora-Hansgrohe    | + 10 s          |

### Clasificación por puntos
| Clasificación por puntos | Clasificación por puntos | Clasificación por puntos      | Clasificación por puntos | Clasificación por puntos |
| Ciclista                 | Ciclista                 | Equipo                        | Puntos                   |                          |
| ------------------------ | ------------------------ | ----------------------------- | ------------------------ | ------------------------ |
| 1.º                      | Lukas Pöstlberger        | Bora-Hansgrohe                | 50 pts                   |                          |
| 2.º                      | Caleb Ewan               | Orica-Scott                   | 35 pts                   |                          |
| 3.º                      | Daniel Teklehaimanot     | Dimension Data                | 32 pts                   |                          |
| 4.º                      | Eugert Zhupa             | Wilier Triestina-Selle Italia | 28 pts                   |                          |
| 5.º                      | André Greipel            | Lotto-Soudal                  | 25 pts                   |                          |
| 6.º                      | Pável Brutt              | Gazprom-RusVelo               | 18 pts                   |                          |
| 7.º                      | Giacomo Nizzolo          | Trek-Segafredo                | 18 pts                   |                          |
| 8.º                      | Kristian Sbaragli        | Dimension Data                | 18 pts                   |                          |
| 9.º                      | Sacha Modolo             | UAE Team Emirates             | 14 pts                   |                          |
| 10.º                     | Marcin Białobłocki       | CCC Sprandi Polkowice         | 12 pts                   |                          |

### Clasificaciones por equipos

#### Clasificación por tiempo
| Clasificación por equipos | Clasificación por equipos | Clasificación por equipos | Clasificación por equipos |
| Equipo                    | Equipo                    | Tiempo                    |                           |
| ------------------------- | ------------------------- | ------------------------- | ------------------------- |
| 1.º                       | Bora-Hansgrohe            | 15 h 40 min 45 s          |                           |
| 2.º                       | Trek-Segafredo            | + 0 s                     |                           |
| 3.º                       | UAE Team Emirates         | + 0 s                     |                           |
| 4.º                       | Dimension Data            | + 0 s                     |                           |
| 5.º                       | Team Sunweb               | + 0 s                     |                           |
| 6.º                       | Movistar Team             | + 0 s                     |                           |
| 7.º                       | Sky                       | + 0 s                     |                           |
| 8.º                       | Orica-Scott               | + 0 s                     |                           |
| 9.º                       | Quick-Step Floors         | + 0 s                     |                           |
| 10.º                      | BMC Racing Team           | + 0 s                     |                           |

#### Clasificación por puntos
| Clasificación por equipos | Clasificación por equipos     | Clasificación por equipos | Clasificación por equipos |
| Equipo                    | Equipo                        | Puntos                    |                           |
| ------------------------- | ----------------------------- | ------------------------- | ------------------------- |
| 1.º                       | Bora-Hansgrohe                | 65 pts                    |                           |
| 2.º                       | Orica-Scott                   | 35 pts                    |                           |
| 3.º                       | Dimension Data                | 33 pts                    |                           |
| 4.º                       | Trek-Segafredo                | 28 pts                    |                           |
| 5.º                       | Lotto-Soudal                  | 25 pts                    |                           |
| 6.º                       | UAE Team Emirates             | 14 pts                    |                           |
| 7.º                       | Wilier Triestina-Selle Italia | 11 pts                    |                           |
| 8.º                       | Gazprom-RusVelo               | 7 pts                     |                           |
| 9.º                       | Team Sunweb                   | 6 pts                     |                           |
| 10.º                      | Quick-Step Floors             | 5 pts                     |                           |